# Правилен многостен
Правилен многостен е вид многостен, на който всички страни са правилни многоъгълници и във всички върхове се пресичат еднакъв брой ръбове.
Правилните едноименни многостени са подобни помежду си.
Изпъкналите правилни многостени са 5: тетраедър, хексаедър, октаедър, додекаедър и икосаедър. Те са известни и като платонови тела. Съществуват и четири неизпъкнали правилни многостена.